# Lijst van voetbalinterlands Bulgarije - Portugal
Deze lijst van voetbalinterlands is een overzicht van alle officiële voetbalwedstrijden tussen de nationale teams van Bulgarije en Portugal. De landen hebben tot op heden dertien keer tegen elkaar gespeeld. De eerste ontmoeting was een kwalificatiewedstrijd voor het Europees kampioenschap voetbal 1964 in Sofia op 7 november 1962. Het laatste duel, een vriendschappelijke wedstrijd, vond plaats op 25 maart 2016 in Leiria.

## Wedstrijden
| №  | Plaats     | Datum            | Competitie           | Wedstrijd            | Uitslag |
| -- | ---------- | ---------------- | -------------------- | -------------------- | ------- |
| 1  | Sofia      | 7 november 1962  | EK 1964 kwalificatie | Bulgarije − Portugal | 3 − 1   |
| 2  | Lissabon   | 16 december 1962 | EK 1964 kwalificatie | Portugal − Bulgarije | 3 − 1   |
| 3  | Rome       | 23 januari 1963  | EK 1964 kwalificatie | Bulgarije − Portugal | 1 − 0   |
| 4  | Manchester | 16 juli 1966     | WK 1966              | Portugal − Bulgarije | 3 − 0   |
| 5  | Sofia      | 26 november 1967 | EK 1968 kwalificatie | Bulgarije − Portugal | 1 − 0   |
| 6  | Lissabon   | 17 december 1967 | EK 1968 kwalificatie | Portugal − Bulgarije | 0 − 0   |
| 7  | Sofia      | 2 mei 1973       | WK 1974 kwalificatie | Bulgarije − Portugal | 2 − 1   |
| 8  | Lissabon   | 13 oktober 1973  | WK 1974 kwalificatie | Portugal − Bulgarije | 2 − 2   |
| 9  | Porto      | 15 april 1981    | Vriendschappelijk    | Portugal − Bulgarije | 1 − 1   |
| 10 | Chaskovo   | 16 december 1981 | Vriendschappelijk    | Bulgarije − Portugal | 5 − 2   |
| 11 | Lissabon   | 6 september 1984 | Vriendschappelijk    | Portugal − Bulgarije | 1 − 0   |
| 12 | Saint-Ouen | 11 november 1992 | Vriendschappelijk    | Portugal − Bulgarije | 2 − 1   |
| 13 | Leiria     | 25 maart 2016    | Vriendschappelijk    | Portugal − Bulgarije | 0 − 1   |

## Samenvatting
| Competitie        | Totaal gespeeld | Winst Bulgarije | Gelijk | Winst Portugal | Doelsaldo Bulgarije – Portugal |
| ----------------- | --------------- | --------------- | ------ | -------------- | ------------------------------ |
| WK-eindronde      | 1               | 0               | 0      | 1              | 0 − 3                          |
| WK-kwalificatie   | 2               | 1               | 1      | 0              | 4 − 3                          |
| EK-kwalificatie   | 5               | 3               | 1      | 1              | 6 − 4                          |
| Vriendschappelijk | 4               | 1               | 1      | 2              | 7 − 6                          |
| Totaal            | 12              | 5               | 3      | 4              | 17 − 16                        |

Wedstrijden bepaald door strafschoppen worden, in lijn met de FIFA, als een gelijkspel gerekend.